# Puertoricospindalia
Puertoricospindalia (Spindalis portoricensis) är en fågel i den nybildade familjen spindalior (Spindalidae) inom ordningen tättingar. Den förekommer endast på ön Puerto Rico i Västindien. Där förekommer den i en rad olika skogstyper. Beståndet anses vara livskraftigt. Tidigare placerades den i familjen tangaror, men studier visar att spindaliorna utgör en egen utvecklingslinje. 

## Utseende och läte
Puertoricospindalian är en rätt liten tätting, med hos hanen bjärt fjäderdräkt i gult och orange samt med tydliga svartvita strimmor på huvudet. Honan är mer färglös, men har ett distinkt vitaktigt mustaschstreck. Bland lätena hörs olika ljusa gnissliga ljud och korta visslingar.

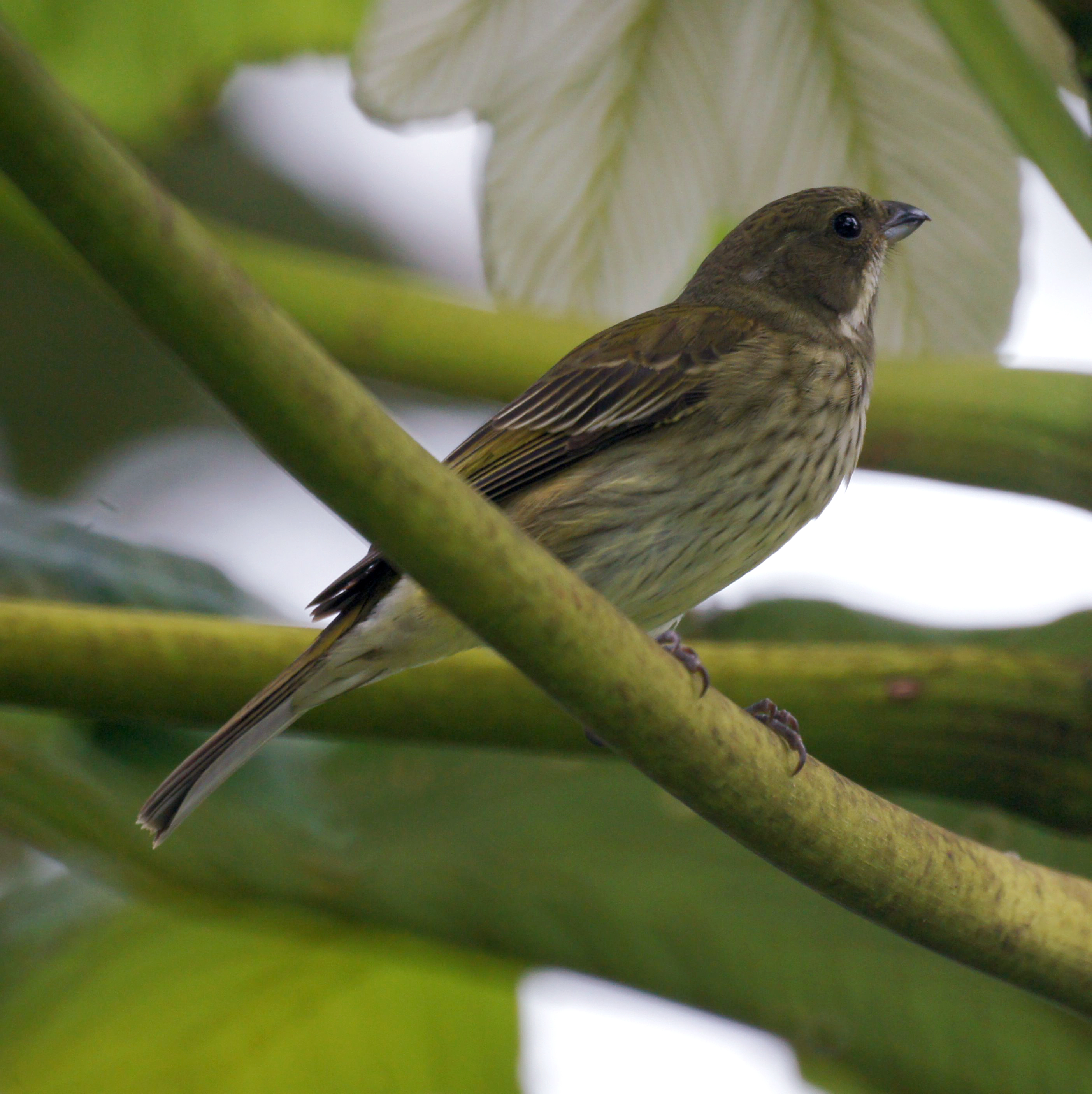
Hona puertoricospindalia.

## Utbredning och systematik
Fågeln förekommer som framgår av namnet på Puerto Rico. Den behandlas som monotypisk, det vill säga att den inte delas in i några underarter.

### Familjetillhörighet
Fram tills nyligen placerades arterna i släktet Spindalis i familjen tangaror (Thraupidae). DNA-studier visar dock de utgör en egen utvecklingslinje nära släkt tillsammans med likaledes karibiska och tidigare tangarorna i Nesospingus, Phaenicophilus och troligen Calyptophilus, men även Microligea palustris och Xenoligea montana, två arter som tidigare ansetts vara skogssångare. Denna grupp står närmare skogssångare och trupialer än tangaror. 
Inom gruppen är de olika utvecklingslinjerna relativt gamla, där Spindalis skilde sig från närmaste släktingen Nesospingus för nio miljoner år sedan. Det gör att spindaliorna numera ofta lyfts ut i en egen familj, Spindalidae. Andra behandlar hela gruppen som en enda familj, Phaenicophilidae.

## Levnadssätt
Fågeln hittas i en rad olika skogstyper, men verkar undvika mangroveträsk. Där rör den sig bestämt i lövverket på jakt efter frukt, blommor och vissa insekter.

## Status
Arten har ett begränsat utbredningsområde, men beståndet tros vara stabilt. IUCN kategoriserar arten som livskraftig.